# Llista de codis internacionals de matriculació de vehicles

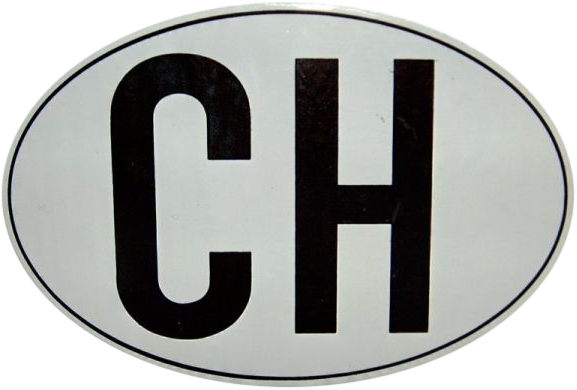
Exemple d'oval amb el codi "CH" pertanyent a Suïssa.

L'estat en el qual ha estat registrat un vehicle a motor ve indicat per un codi territorial internacional o marca de circulació internacional que es mostra en lletres majscules de color negre dins una petita placa oval de fons blanc o en una etiqueta a prop de la placa de matrícula a la part posterior del vehicle.
La Comissió Econòmica de les Nacions Unides per a Europa manté l'assignació dels codis com a distintius utilitzats en vehicles de circulació internacional (sovint abreujat a DSIT), autoritzat per la Convenció sobre circulació vial de 1968 de l'Organització de les Nacions Unides (ONU). Molts codis territorials creats des de l'adopció de la norma ISO 3166 coincideixen amb els codis ISO de dues o tres lletres.
L'acord de 2004 sobre registre de vehicles en el trànsit internacional signat entre estats del sud-est asiàtic assigna els codis ISO: MYA per a Myanmar, CHN per a la Xina i KM per a Cambodja. El codi DSIT: T per a Tailàndia, i els codis coincidents ISO i DSIT: LAO per a Laos i VN per al Vietnam.
A l'Espai Econòmic Europeu, els vehicles d'un estat membre no han de mostrar l'oval, mentre es circuli per un altre estat membre sempre que el format de la placa de matrícula o registre sigui el format estàndard per a la Unió Europea introduït als anys noranta, que ja inclou el codi internacional de registre.

## Codis vigents
Nota: un asterisc (*) indica que el codi no és oficial.
| Codi | Estat/Territori                | ISO 3166 | Des de          | Anteriorment      | Observacions                                                                                           |
| ---- | ------------------------------ | -------- | --------------- | ----------------- | --- |
| A    | Àustria                        | AT       | 1910            |                   | Austria (llatí)                                                                                        |
| AFG  | Afganistan                     | AF       | 1971            |                   | AFGanistan (anglès)                                                                                    |
| AG   | Antigua i Barbuda              | AG       | ?               |                   | |
| AL   | Albània                        | AL       | 1934            |                   | ALbania (anglès/llatí)                                                                                 |
| AND  | Andorra                        | AD       | 1957            |                   | ANDorra (català)                                                                                       |
| ANG  | Angola                         | AO       | 1975            | PAN               | ANGola (portuguès)                                                                                     |
| ARM  | Armènia                        | AM       | 1992            |                   | ARMenia (anglès)                                                                                       |
| ARK* | Antàrtida                      |          | ?               |                   | |
| ARU* | Aruba                          | AW       | ?               | NA                | |
| AUS  | Austràlia                      | AU       | 1954            |                   | Australia (anglès)                                                                                     |
| ALA* | Illes Åland                    | AX       | 2002            | SF                | |
| AXA  | Anguilla                       | AI       | ?               |                   | |
| AZ   | Azerbaidjan                    | AZ       | 1992            |                   | AZərbaycan (azerí)                                                                                     |
| B    | Bèlgica                        | BE       | 1910            |                   | |
| BD   | Bangladesh                     | BD       | 1978            | PAK               | |
| BDS  | Barbados                       | BB       | 1956            |                   | |
| BF   | Burkina Faso                   | BF       | 1984            | RHV/HV            | |
| BG   | Bulgària                       | BG       | 1910            |                   | |
| BHT  | Bhutan                         | BT       | ?               |                   | |
| BIH  | Bòsnia i Hercegovina           | BA       | 1992            |                   | Bosna i Hercegovina (bosnià)                                                                           |
| BJ   | Benín                          | BJ       | 1978            | DY                | |
| BOL  | Bolívia                        | BO       | 1967            |                   | |
| BR   | Brasil                         | BR       | 1930            |                   | |
| BRN  | Bahrain                        | BH       | 1954            |                   | |
| BRU  | Brunei                         | BN       | 1956            |                   | |
| BS   | Bahames                        | BS       | 1950            |                   | Bahamas (anglès)                                                                                       |
| BU   | Burundi                        | BI       | 1962            | RU                | |
| BW   | Botswana                       | BW       | 2003            | RB                | |
| BY   | Belarús                        | BY       | 1992            |                   | Byelarus (anglès i transcripció de Беларусь (belarús))                                                 |
| BZ   | Belize                         | BZ       | 1980?           | BH                | |
| C    | Cuba                           | CU       | 1930            |                   | |
| CMR  | Camerun                        | CM       | 1952            |                   | Cameroun/Cameroon (francès/anglès)                                                                     |
| CAT* | Catalunya                      | CAT      | ?               |                   | Catalunya (català)                                                                                     |
| CDN  | Canadà                         | CA       | 1956            |                   | Canadian Dominion (anglès)                                                                             |
| CGO  | R.D. del Congo                 | CD       | 2006            | CB/RCL/CGO/ZR/ZRE | |
| CH   | Suïssa                         | CH       | 1911            |                   | Confoederatio Helvetica (llatí)                                                                        |
| CI   | Costa d'Ivori                  | CI       | 1961            |                   | Côte d’Ivoire (francès)                                                                                |
| CL   | Sri Lanka                      | LK       | 1932            |                   | Ceylon (antiga denominació per Sri Lanka)                                                              |
| CN   | R.P. de la Xina                | CN       | ?               |                   | China (anglès)                                                                                         |
| CO   | Colòmbia                       | CO       | 1952            |                   | |
| COM  | Comores                        | KM       | ?               |                   | |
| CR   | Costa Rica                     | CR       | 1956            |                   | |
| CV   | Cap Verd                       | CV       | 1975            |                   | Cabo Verde (portuguès)                                                                                 |
| CY   | Xipre                          | CY       | 1932            |                   | Cyprus (anglès)                                                                                        |
| CYM* | Gal·les                        | CYM      | ?               |                   | Cymru (gal·lès)                                                                                        |
| CZ   | Txèquia                        | CZ       | 1993            |                   | Czechia (anglès)                                                                                       |
| D    | Alemanya                       | DE       | 1910            |                   | Deutschland (alemany)                                                                                  |
| DJI  | Djibouti                       | DJ       | ?               |                   | |
| DK   | Dinamarca                      | DK       | 1914            |                   | Danmark (danès)                                                                                        |
| DOM  | República Dominicana           | DO       | 1952            |                   | |
| DZ   | Djibouti                       | DZ       | 1963            |                   | Al-Djaza’iriyya (àrab)                                                                                 |
| E    | Espanya                        | ES       | 1910            |                   | España (castellà)                                                                                      |
| EAK  | Kenya                          | KE       | 1938            |                   | East Africa Kenya (anglès)                                                                             |
| EAT  | Tanzània                       | TZ       | 1938            | EAT/EAZ           | East Africa Tanzania (anglès)                                                                          |
| EAU  | Uganda                         | UG       | 1938            |                   | East Africa Uganda (anglès)                                                                            |
| EC   | Equador                        | EC       | 1962            | EQ                | |
| ER   | Eritrea                        | ER       | 1993            |                   | |
| ES   | El Salvador                    | SV       | 1978            |                   | |
| EST  | Estònia                        | EE       | 1993            | EW                | |
| ET   | Egipte                         | EG       | 1927            |                   | |
| ETH  | Etiòpia                        | ET       | 1964            |                   | |
| F    | França                         | FR       | 1910            |                   | |
| FIN  | Finlàndia                      | FI       | 1993            | SF                | |
| FJI  | Fiji                           | FJ       | 1971            |                   | |
| FL   | Liechtenstein                  | LI       | 1923            |                   | Fürstentum Liechtenstein (alemany)                                                                     |
| FO   | Illes Fèroe                    | FO       | 1996            | FR                | Føroyar (feroès)                                                                                       |
| FRL* | Frísia                         | FRL      | 2005            |                   | Fryslân (frisó)                                                                                        |
| FSM  | Micronèsia                     | FM       | ?               |                   | Federated States of Micronesia (anglès)                                                                |
| G    | Gabon                          | GA       | 1974            |                   | |
| GB   | Regne Unit                     | GB       | 1910            |                   | |
| GBA  | Alderney                       |          | 1924            |                   | Great Britain Alderney (anglès)                                                                        |
| GBG  | Guernsey                       | GG       | 1924            |                   | Great Britain Guernsey (anglès)                                                                        |
| GBJ  | Jersey                         | JE       | 1924            |                   | Great Britain Jersey (anglès)                                                                          |
| GBM  | Illa de Man                    | IM       | 1932            |                   | Great Britain Isle of Man (anglès)                                                                     |
| GBZ  | Gibraltar                      | GI       | 1924            |                   | Great Britain Zone (anglès)                                                                            |
| GCA  | Guatemala                      | GT       | 1956            |                   | Guatamala Centroamérica                                                                                |
| GE   | Geòrgia                        | GE       | 1992            |                   | Georgia (anglès)                                                                                       |
| GH   | Ghana                          | GH       | 1959            | WAC               | |
| GM   | Guam                           | GU       | ?               |                   | |
| GQ*  | Guinea Equatorial              | GQ       | ?               |                   | Guinée Equatoriale (francès)                                                                           |
| GR   | Grècia                         | GR       | 1913            |                   | |
| GUY  | Guyana                         | GY       | 1973            | BRG               | |
| H    | Hongria                        | HU       | 1910            |                   | Hungaria (llatí)                                                                                       |
| HK   | Hong Kong                      | HK       | 1932            |                   | |
| HKJ  | Jordània                       | JO       | 1966            | JOR               | Hashemite Kingdom of Jordan (anglès)                                                                   |
| HN   | Hondures                       | HN       | ?               |                   | |
| HR   | Croàcia                        | HR       | 1992            |                   | Hrvatska (croat)                                                                                       |
| I    | Itàlia                         | IT       | 1910            |                   | |
| IL   | Israel                         | IL       | 1952            |                   | |
| IND  | Índia                          | IN       | 1947            |                   | |
| IR   | Iran                           | IR       | 1936            |                   | |
| IRL  | Irlanda                        | IE       | 1962            | EIR, SE           | |
| IRQ  | Iraq                           | IQ       | 1930            |                   | Iraq (transcripció international de عراق (àrab))                                                       |
| IS   | Islàndia                       | IS       | 1936            |                   | Ísland (islandès)                                                                                      |
| J    | Japó                           | JP       | 1964            |                   | Japan (anglès)                                                                                         |
| JA   | Jamaica                        | JM       | 1932            |                   | |
| K    | Cambodja                       | KH       | 1956            |                   | Kampuchea (llengua khmer)                                                                              |
| KAN* | Saint Kitts i Nevis            | KN       |                 |                   | Saint Kitts and Nevis (anglès)                                                                         |
| KIR  | Kiribati                       | KI       | ?               |                   | |
| KN*  | Groenlàndia                    | GL       | ?               | GRO               | Kalaallit Nunaat (groenlandès)                                                                         |
| KP   | Corea del Nord                 | KP       | ?               |                   | Korea, Democratic Peoples Republic (anglès)                                                            |
| KS   | Kirguizstan                    | KG       | 1992            |                   | Kyrgyzstan (anglès, transcripció de Кыргызстан (kirguís)                                               |
| KWT  | Kuwait                         | KW       | 1954            |                   | |
| KZ   | Kazakhstan                     | KZ       | 1992            |                   | |
| L    | Luxemburg                      | LU       | 1911            |                   | |
| LAO  | Laos                           | LA       | 1959            |                   | |
| LAR* | Líbia                          | LY       | 1972            | LT                | Lybian Arab Republic (anglès)                                                                          |
| LB*  | Libèria                        | LR       | 1967            |                   | |
| LS   | Lesotho                        | LS       | 1967            |                   | |
| LT   | Lituània                       | LT       | 1925-1940 /1992 |                   | Lietuva (lituà)                                                                                        |
| LV   | Letònia                        | LV       | 1991            |                   | Latvija (letó)                                                                                         |
| M    | Malta                          | MT       | 1966            | GBY               | |
| MA   | Marroc                         | MA       | 1924            |                   | Maroc (francès)                                                                                        |
| MAL  | Malàisia                       | MY       | 1967            | FM/PTM            | |
| MC   | Mònaco                         | MC       | 1910            |                   | |
| MD   | Moldàvia                       | MD       | 1992            |                   | |
| MEX  | Mèxic                          | MX       | 1952            |                   | |
| MGL  | Mongòlia                       | MN       | ?               |                   | |
| MH   | Illes Marshall                 | MH       | ?               |                   | |
| NMK  | Macedònia del Nord             | MK       | 2019            | MK                | North Makedonia (traducció i transcripció de Северна Македонија (macedònic))                           |
| MNE  | Montenegro                     | ME       | 2006            | MN                | |
| MO   | Macau                          | MO       | 1930?           |                   | Macao (portuguès)                                                                                      |
| MOC  | Moçambic                       | MZ       | 1932-1956/1975  |                   | Moçambique (portuguès)                                                                                 |
| MS   | Maurici                        | MU       | 1938            |                   | |
| MV*  | Maldives                       | MV       | ?               |                   | |
| MW   | Malawi                         | MW       | 1965            | NP/RNY            | |
| MYA  | Myanmar                        | MM       | 1989            | BUR               | |
| N    | Noruega                        | NO       | 1922            |                   | Norge (noruec)                                                                                         |
| NA   | Antigua i Barbuda              | AN       | 1957            |                   | |
| NAM  | Namíbia                        | NA       | 1990            | SWA               | |
| NAU  | Nauru                          | NR       | 1968            |                   | |
| NC   | Nova Caledònia                 |          | ?               |                   | |
| NEP* | Nepal                          | NP       | 1970            |                   | |
| NGR  | Nigèria                        | NG       | 1992            | WAN               | Nigeria (anglès)                                                                                       |
| NIC  | Nicaragua                      | NI       | 1952            |                   | |
| NL   | Països Baixos                  | NL       | 1910            |                   | |
| NZ   | Nova Zelanda                   | NZ       | 1958            |                   | |
| OM   | Oman                           | OM       | ?               |                   | |
| P    | Portugal                       | PT       | 1910            |                   | |
| PA   | Panamà                         | PA       | 1952            |                   | |
| PAK  | Pakistan                       | PK       | 1947            |                   | |
| PAL  | República de Palau             | PW       | ?               |                   | |
| PE   | Perú                           | PE       | 1937            |                   | |
| PL   | Polònia                        | PL       | 1921            |                   | |
| PMR* | Transnístria                   |          | 1990            |                   | Pridnestrovskaja Moldavskaja Respoeblika (transcripció de Приднестровская Молдавская Республика (rus)) |
| PNG* | Papua Nova Guinea              | PG       | 1978            |                   | |
| PR   | Puerto Rico                    | PR       | ?               |                   | |
| PS   | Palestina                      | PS       | ?               |                   | |
| PY   | Paraguai                       | PY       | 1952            |                   | |
| Q    | Qatar                          | QA       | 1972            |                   | Qatar (transcripció de قطر)                                                                            |
| RA   | Argentina                      | AR       | 1927            |                   | República Argentina (castellà)                                                                         |
| RC   | República de la Xina (Taiwan)  | TW       | 1932            |                   | Republic of China (anglès)                                                                             |
| RCA  | República Centreafricana       | CF       | 1962            |                   | République Centrafricaine (francès)                                                                    |
| RCB  | Rep. del Congo                 | CG       | 1962            |                   | République du Congo-Brazzaville (francès)                                                              |
| RCH  | Xile                           | CL       | 1930            |                   | República de Chile (castellà)                                                                          |
| RG   | Guinea                         | GN       | 1972            |                   | République de Guinée (francès)                                                                         |
| RGB  | Guinea Bissau                  | GW       | 1974            |                   | República da Guiné-Bissau (portuguès)                                                                  |
| RH   | Haití                          | HT       | 1952            |                   | République d’Haïti (francès)                                                                           |
| RI   | Indonèsia                      | ID       | 1955            |                   | Republik Indonesia (indonesi)                                                                          |
| RIM  | Mauritània                     | MR       | 1964            |                   | République islamique de Mauretanie (francès)                                                           |
| RKS  | Kosovo                         |          | 2010            | KS                | Republika e Kosoves (albanès)                                                                          |
| RL   | Líban                          | LB       | 1952            |                   | République Libanaise (francès)                                                                         |
| RM   | Madagascar                     | MG       | 1962            |                   | République de Madagascar (francès)                                                                     |
| RMM  | Mali                           | ML       | 1962            |                   | République moslémique du Mali (francés)                                                                |
| RN   | Níger                          | NE       | 1977            |                   | République du Niger (francès)                                                                          |
| RO   | Romania                        | RO       | 1981            | R                 | Romănia (romanès)                                                                                      |
| ROK  | Corea del Sud                  | KR       | 1971            |                   | Republic of Korea (anglès)                                                                             |
| RP   | Filipines                      | PH       | 1975            |                   | Republika ng Pilipinas/Republic of the Philipines (filipí/anglès)                                      |
| RSM  | San Marino                     | SM       | 1932            |                   | Repubblica di San Marino (italià)                                                                      |
| RT   | Togo                           | TG       | 1960            | TT/TG             | République Togolaise (francès)                                                                         |
| RUS  | Rússia                         | RU       | 1992            |                   | Russia (anglès, transcripció de Россия)                                                                |
| RWA  | Ruanda                         | RW       | 1964            | RU                | |
| S    | Suècia                         | SE       | 1911            |                   | Sverige (suec)                                                                                         |
| SA   | Aràbia Saudita                 | SAU      | 1972?           |                   | Saudi Arabia (anglès)                                                                                  |
| SCO* | Escòcia                        | SCO      | ?               |                   | |
| SD   | Eswatini                       | SZ       | 1935            |                   | |
| SGP  | Singapur                       | SG       | 1952            |                   | |
| SK   | Eslovàquia                     | SK       | 1993            |                   | Slovensko (eslovac)                                                                                    |
| SLE* | Sierra Leone                   | SL       | 2002            |                   | oficialment: WAL                                                                                       |
| SLO  | Eslovènia                      | SI       | 1992            |                   | Slovenija (slovè)                                                                                      |
| SME  | Surinam                        | SR       | 1936            |                   | Suriname                                                                                               |
| SN   | Senegal                        | SN       | 1962            |                   | |
| SO   | Somàlia                        | SO       | 1974            |                   | |
| SOL  | Illes Salomó                   | SB       | ?               |                   | Solomon Islands                                                                                        |
| SRB  | Sèrbia                         | RS       | 2006            | SCG               | Srbija (serbi)                                                                                         |
| STP  | São Tomé i Príncipe            | ST       | 1975            |                   | |
| SUD* | Sudan                          | SD       | 1963            |                   | |
| SY   | Seychelles                     | SC       | 1938            |                   | |
| SYR  | Síria                          | SY       | 1952            |                   | |
| T    | Tailàndia                      | TH       | 1955            |                   | |
| TCH* | Txad                           | TD       | 1973            |                   | Tchad (francès)                                                                                        |
| TJ   | Tadjikistan                    | TJ       | 1992            |                   | Tajikistan (anglès)                                                                                    |
| TL   | Timor Oriental                 | TL       |                 |                   | Timor Leste (portuguès)                                                                                |
| TM   | Turkmenistan                   | TM       | 1992            |                   | |
| TN   | Tunísia                        | TN       | 1957            |                   | |
| TO   | Tonga                          | TO       | ?               |                   | |
| TR   | Turquia                        | TR       | 1935            |                   | Türkiye (turc)                                                                                         |
| TT   | Trinitat i Tobago              | TT       | 1964            |                   | |
| TUV  | Tuvalu                         | TV       | ?               |                   | |
| UA   | Ucraïna                        | UA       | 1992            |                   | Ukraina (transcripció d'Україна)                                                                       |
| UAE  | Emirats Àrabs Units            | AE       | ?               |                   | United Arab Emirates (anglès)                                                                          |
| UY   | Uruguai                        | ROU      | 1979            |                   | Uruguay (castellà)                                                                                     |
| USA  | Estats Units                   | US       | 1952            |                   | United States of America (anglès)                                                                      |
| UZ   | Uzbekistan                     | UZ       | 1992            |                   | Uzbekistan (anglès)                                                                                    |
| V    | Ciutat del Vaticà              | VA       | 1931            |                   | |
| VL*  | Flandes                        | VL       | ?               |                   | Vlaanderen (neerlandès)                                                                                |
| VN   | Vietnam                        | VN       | 1953            |                   | |
| VU   | Vanuatu                        | VU       | ?               |                   | |
| WAG  | Gàmbia                         | GM       | 1932            |                   | West Africa Gambia (anglès)                                                                            |
| WAL  | Sierra Leone                   | SL       | 1937            |                   | West Africa Sierra Leone (anglès)                                                                      |
| WD   | Dominica                       | DM       | 1954            |                   | Windward Islands Dominica (anglès)                                                                     |
| WG   | Grenada                        | GD       | 1932            |                   | Windward Islands Grenada (anglès)                                                                      |
| WL   | Saint Lucia                    | LC       | 1932            |                   | Windward Islands Saint Lucia (anglès)                                                                  |
| WS   | Samoa                          | WS       | 1962            |                   | Western Samoa (denominació antiga de Samoa)                                                            |
| WV   | Saint Vincent i les Grenadines | VC       | 1932            |                   | Windward Islands Saint Vincent and the Grenadines (anglès)                                             |
| YE   | Iemen                          | YE       | ?               | YAR               | Yemen (anglès)                                                                                         |
| YV   | Veneçuela                      | VE       | ?               |                   | |
| Z    | Zàmbia                         | ZM       | 1966            |                   | |
| ZA   | Sud-àfrica                     | ZA       | 1936            | SAU               | Zuid-Afrika (neerlandès/afrikaans)                                                                     |
| ZW   | Zimbàbue                       | ZW       | 1977            | RSR               | |

| Codi    | Estat/Territori                             | Des de       | Anteriorment                                                  | Observacions                                      |
| ------- | ------------------------------------------- | ------------ | ------------------------------------------------------------- | ------------------------------------------------- |
| BP      | ( Regne Unit) Protectorat de Betxuanalàndia | 1935-1966    | BW                                                            | Bechuanaland Protectorate (anglès)                |
| RB      | Botswana                                    | 1966-2003    | BW                                                            | Republic of Botswana (anglès)                     |
| CS      | Txecoslovàquia                              | 1918-1992    | CZ SK                                                         | Česko-Slovensko/ Československo (eslovac)/(txec)  |
| DDR     | RDA                                         | 1949-1990    | D                                                             | Deutsche Demokratische Republik (alemany)         |
| EIR, SE | Irlanda                                     | fins al 1962 | IRL                                                           | Éire, Saorstát Éireann (irlandès)                 |
| SF      | Finlàndia                                   | fins al 1993 | FIN                                                           | Suomi Finland (finès)/(suec)                      |
| SCG     | Sèrbia i Montenegro                         | 2003-2006    | MNE, SRB, RKS                                                 | Zajednica Srbija i Crna Gora (serbi)/(montenegrí) |
| SU      | Unió Soviètica                              | tot 1991     | RUS, LT, LV, EST, UA, BY, ARM, GE, AZ, MD, TJ, TM, UZ, KZ, KS | Soviet Union (anglès)                             |
| YU      | Iugoslàvia                                  | 1918-2003    | NMK, SLO, BIH, HR, MNE, SRB, RKS                              | Yugoslavia (anglès)                               |